# چینچون
چینچون (به اسپانیایی: Chinchón) یک دهستان در اسپانیا است که در مادرید (بخش خودمختار) واقع شده‌است. چینچون ۱۱۵٫۹ کیلومتر مربع مساحت و ۵٬۱۹۱ نفر جمعیت دارد و ۷۵۳ متر بالاتر از سطح دریا واقع شده‌است.